# Gare de Bodeghem-Saint-Martin
Pour les articles homonymes, voir Gare de Saint-Martin.
La gare de Bodeghem-Saint-Martin (station Sint-Martens-Bodegem en néerlandais) est une gare ferroviaire belge de la ligne 50 de Bruxelles à Gand située sur le territoire de la commune de Dilbeek, province du Brabant flamand en région flamande.
Elle est mise en service en 1864. C’est un arrêt sans personnel de la Société nationale des chemins de fer belges (SNCB) desservie par des trains Suburbains (S) des lignes S10 et S4 du RER bruxellois.

## Situation ferroviaire
Établie à 31 mètres d'altitude, la gare de Bodeghem-Saint-Martin est située au point kilométrique (PK) 13,222 de la ligne 50 de Bruxelles à Gand, entre les gares de Dilbeek et de Ternat.

## Histoire
Une station est mise en service le 1er septembre 1864 sur la ligne de Bruxelles à Gand.
Le 3 septembre 1877, le ministère des travaux publics déclare l'utilité publique de la construction d'un bâtiment des recettes, avec abri pour les voyageurs, pour la station de Bodeghem ; il sera adjugé le 14 avril 1880 en même temps que les 8 autres bâtiments de ce plan type, dont Dilbeek et Berchem-Sainte-Agathe pour un montant avoisinant les 24 000 à 28 000 francs. Ce bâtiment définitif, d'une superficie de 207,90 m2, est construit en 1880.
Ce bâtiment est fermé depuis 1994 et sert d'habitation.

## Service des voyageurs

### Accueil
Halte SNCB, c'est un point d'arrêt non géré (PANG) à accès libre.

### Desserte
Bodeghem-Saint-Martin est desservie par des trains Suburbains (S4 et S10) de la SNCB.
La desserte, cadencée à l’heure, comprend, en semaine et les week-ends, des trains S10 reliant Bruxelles-Midi à Alost, renforcés en semaine par deux trains supplémentaires en heure de pointe (le matin vers Bruxelles et l’après-midi vers Alost).
Il existe également des trains S4 qui relient Vilvorde à Alost et circulent uniquement les jours de semaine.

### Intermodalité
Un parc pour les vélos et un parking pour les véhicules y sont aménagés.

## Comptage voyageurs
Ce graphique et tableau montre le nombre de voyageurs embarquant en moyenne durant la semaine, le samedi et le dimanche.
| Nombre de passagers qui embarquent à la gare de Bodeghem-Saint-Martin | Nombre de passagers qui embarquent à la gare de Bodeghem-Saint-Martin | Nombre de passagers qui embarquent à la gare de Bodeghem-Saint-Martin | Nombre de passagers qui embarquent à la gare de Bodeghem-Saint-Martin |
|                                                                       | Semaine                                                               | Samedi                                                                | Dimanche                                                              |
| --------------------------------------------------------------------- | --------------------------------------------------------------------- | --------------------------------------------------------------------- | --------------------------------------------------------------------- |
| 1977                                                                  | 458                                                                   | 167                                                                   | 107                                                                   |
| 1978                                                                  | 486                                                                   | 152                                                                   | 107                                                                   |
| 1979                                                                  | 431                                                                   | 110                                                                   | 86                                                                    |
| 1980                                                                  | 502                                                                   | 96                                                                    | 57                                                                    |
| 1981                                                                  | 347                                                                   | 42                                                                    | 88                                                                    |
| 1982                                                                  | 378                                                                   | 68                                                                    | 52                                                                    |
| 1983                                                                  | 413                                                                   | 78                                                                    | 76                                                                    |
| 1984                                                                  | 410                                                                   | 69                                                                    | 65                                                                    |
| 1985                                                                  | 347                                                                   | 73                                                                    | 79                                                                    |
| 1986                                                                  | 317                                                                   | 60                                                                    | 54                                                                    |
| 1987                                                                  | 360                                                                   | 65                                                                    | 69                                                                    |
| 1988                                                                  | 374                                                                   | 61                                                                    | 57                                                                    |
| 1989                                                                  | 310                                                                   | 54                                                                    | 33                                                                    |
| 1990                                                                  | 340                                                                   | 59                                                                    | 45                                                                    |
| 1991                                                                  | 326                                                                   | 55                                                                    | 51                                                                    |
| 1992                                                                  | 350                                                                   | 63                                                                    | 50                                                                    |
| 1993                                                                  | 235                                                                   | 44                                                                    | 31                                                                    |
| 1994                                                                  | 270                                                                   | 53                                                                    | 52                                                                    |
| 1995                                                                  | 208                                                                   | 51                                                                    | 23                                                                    |
| 1996                                                                  | 233                                                                   | 47                                                                    | 31                                                                    |
| 1997                                                                  | 267                                                                   | 51                                                                    | 46                                                                    |
| 1998                                                                  | 290                                                                   | 60                                                                    | 26                                                                    |
| 1999                                                                  | 305                                                                   | 68                                                                    | 29                                                                    |
| 2000                                                                  | 317                                                                   | 62                                                                    | 55                                                                    |
| 2001                                                                  | 266                                                                   | 56                                                                    | 38                                                                    |
| 2002                                                                  | 240                                                                   | 46                                                                    | 56                                                                    |
| 2003                                                                  | 279                                                                   | 68                                                                    | 54                                                                    |
| 2004                                                                  | 255                                                                   | 81                                                                    | 56                                                                    |
| 2005                                                                  | 293                                                                   | 62                                                                    | 68                                                                    |
| 2006                                                                  | 282                                                                   | 76                                                                    | 48                                                                    |
| 2007                                                                  | 319                                                                   | 65                                                                    | 58                                                                    |
| 2008                                                                  | -                                                                     | -                                                                     | -                                                                     |
| 2009                                                                  | 324                                                                   | 65                                                                    | 64                                                                    |
| 2010                                                                  | -                                                                     | -                                                                     | -                                                                     |
| 2011                                                                  | -                                                                     | -                                                                     | -                                                                     |
| 2012                                                                  | 367                                                                   | 63                                                                    | 62                                                                    |
| 2013                                                                  | 374                                                                   | 46                                                                    | 40                                                                    |
| 2014                                                                  | 403                                                                   | 58                                                                    | 59                                                                    |
| 2015                                                                  | 349                                                                   | 55                                                                    | 68                                                                    |
| 2016                                                                  | 330                                                                   | 66                                                                    | 67                                                                    |
| 2017                                                                  | 394                                                                   | 86                                                                    | 64                                                                    |
| 2018                                                                  | 376                                                                   | 84                                                                    | 64                                                                    |
| 2019                                                                  | 366                                                                   | 133                                                                   | 78                                                                    |
| 2020                                                                  | 241                                                                   | 37                                                                    | 29                                                                    |
| 2021                                                                  | -                                                                     | -                                                                     | -                                                                     |
| 2022                                                                  | 568                                                                   | 142                                                                   | 135                                                                   |
| 2023                                                                  | 502                                                                   | 147                                                                   | 122                                                                   |
| 2024                                                                  | 459                                                                   | 205                                                                   | 141                                                                   |

## Patrimoine ferroviaire
Le bâtiment de la gare de Bodeghem-Saint-Martin est classé et est resté dans un état proche de l’origine avec une partie des charpentes apparentes et ses façades non peintes qui laissent voir les jeux de couleurs des deux sortes de briques. Les fenêtres en bois ont été remplacées par des fenêtres plus modernes, qui sont opaques côté voies, tandis qu'un revêtement moderne masque un des murs latéraux.
Il s'agit d’un bâtiment correspondant aux directives de 1880 qui instaure un modèle standard pour les gares secondaires mais laissait les différents groupes régionaux mettre au point l’aspect esthétique et l’agencement de ces gares.
Le groupe de Bruxelles-Nord réalisa neuf gares identiques qui comptaient un corps central de trois travées avec un toit sous bâtière à angle aigu très marqué encadré par une longue aile de six travées à toiture à croupe servant de salle d’attente et, de l’autre côté, par une aile de service, plus courte, de deux travées sous bâtière. Construites en brique, elles possédaient initialement des charpentes décoratives aux pignons et toutes les travées sont surmontées d’arcs bombés sauf les deux petites fenêtres des pignons du corps central. Les façades sont revêtues d’une alternance de briques frittées gris foncé et de bandes de briques rouges. La brique rouge est également utilisée pour les arcs surmontant les ouvertures et les encadrements de portes et fenêtres. Le nom de la gare était inscrit sur un panneau dans l’axe de la corniche des deux façades latérales.
À Bodeghem-Saint-Martin et Berchem-Sainte-Agathe, la longue aile contenant la salle d’attente se trouve à droite, contrairement à la gare de Dilbeek dont la disposition est inversée. 
Sur les neuf gares de ce modèle construites sur les lignes 25, 36, 50 et 53, trois se trouvaient sur la ligne 50 et elles sont les seules à avoir survécu jusqu’à aujourd’hui.